# Cirolana avida
Cirolana avida is een pissebed uit de familie Cirolanidae. De wetenschappelijke naam van de soort is voor het eerst geldig gepubliceerd in 1988 door Nunomura.